# Петрівцівська волость
Петрівцівська волость — адміністративно-територіальна одиниця Миргородського повіту Полтавської губернії з центром у містечку Петрівці.
Старшинами волості були:
- 1900—1904 року відставний рядовий Андрій Карпович Таран[1],[2];
- 1913 року Андрій Семенович Масляк[3];
- 1915 року Опанас Іванович Замостян[4].